# Espiral precios-salarios

Evolución de la inflación (azul) y de los salarios reales (rojo) en el Reino Unido para el periodo 2012-2022

En macroeconomía, una espiral precios-salarios (también llamada espiral salarios-precios) es una explicación propuesta para la inflación, en la que los aumentos salariales provocan aumentos de precios que a su vez provocan aumentos salariales, en un bucle de retroalimentación positiva. Greg Mankiw afirmó: "En algún momento, esta espiral de salarios y precios en constante aumento se ralentizará.... A largo plazo, la economía vuelve [al punto] en el que la curva de demanda agregada cruza la curva de oferta agregada a largo plazo".

## Historia

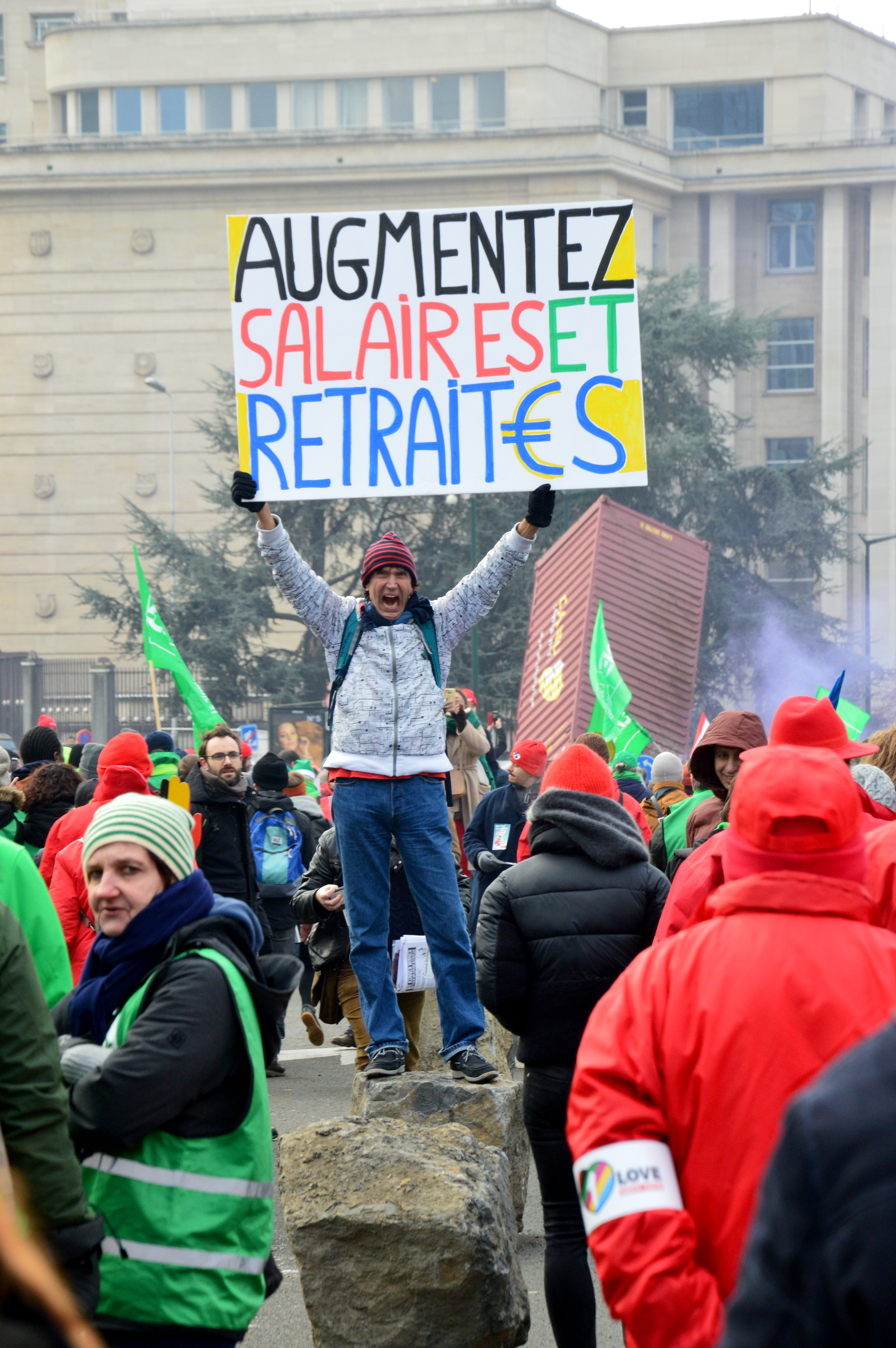
Manifestante en Bruselas exigiendo un aumento de los salarios y las pensiones (2022)

El concepto se utilizó por primera vez en 1868. El término "espiral salarios-precios" apareció en 1937 en un artículo de The New York Times sobre una huelga de trabajadores del acero. En la década de 1970, el presidente estadounidense Richard Nixon intentó romper lo que consideraba una "espiral" de precios y costes, imponiendo una congelación de precios, con escasos resultados.
Algunas fuentes distinguen entre espirales salarios-precios y espirales precios-salarios.
Según Daniel J.B. Mitchell y Christopher L. Erickson, el concepto cayó en desgracia con el declive de los sindicatos y la negociación colectiva. Afirmaban que: "con el rápido ritmo de disminución del número de afiliados a los sindicatos a principios de los años 1980, seguido de una erosión en relación con el conjunto de la mano de obra a partir de entonces, se hizo progresivamente difícil vincular la inflación a los sindicatos y, por tanto, a las demandas de los trabajadores".
Olivier J. Blanchard sostiene que el concepto cayó en desgracia con el auge de la teoría de las expectativas racionales. Blanchard intenta rehabilitar el concepto.

## Críticas
El Socialist Worker sostiene que se trata de un mito utilizado para impedir aumentos salariales. La revista Tribune también considera que el concepto es retórica destinada a mantener bajos los salarios de los trabajadores.
Milton Friedman criticó el concepto de espiral de precios y salarios, argumentando que "es la manifestación externa de la inflación, pero no su fuente... la inflación surge de una y sólo una razón: el aumento de la cantidad de dinero". Las espirales de precios y salarios se romperán de forma natural si no se aumenta la cantidad de dinero, aunque mientras tanto "habrá durante un tiempo una continuación de la inflación", así como "cierta medida de recesión y desempleo".